# Banco Bradesco
Banco Bradesco S.A. (Abkürzung von Banco Brasileiro de Descontos) ist ein Finanzunternehmen aus Brasilien mit Firmensitz in Osasco. Das Unternehmen ist im Finanzindex IBOVESPA gelistet. Die Bank gehört zu den vier größten Banken des Landes, zu denen auch die Banco do Brasil, die Banco Itaú und die Unibanco gezählt werden.
Bradesco ist die größte Privatbank in Brasilien und unterhielt 4.634 brasilianische Bankfilialen im Jahr 2012.
Das Unternehmen bietet Internetbanking, Versicherungen, Kreditkartenservice, Darlehen und ähnliche Finanzdienstleistungen an.
International betreibt Banco Bradesco Bankfilialen in New York City, Grand Cayman und Nassau sowie Nebenstellen in Nassau, Luxemburg, Buenos Aires, Grand Cayman und Tokio.
Banco Bradesco hat unter anderem die Unternehmen Banco do Estado do Maranhão, Banco Mercantil de São Paulo sowie die brasilianischen Geschäftstätigkeiten der Finanzunternehmen Banco Bilbao Vizcaya Argentaria (BBVA) und der J.P. Morgan Fleming Asset Management übernommen.
Über die Tochter Bradespar hält Bradesco Firmenanteile an dem Bergbauunternehmen Companhia Vale do Rio Doce; ebenso hält es Anteile an dem Energieunternehmen CPFL Energia.
2009 eröffnete Bradesco eine Filiale auf einem Flussboot, um auch Kunden in geografisch abgeschiedenen Regionen erreichen zu können. Angeboten werden im Wesentlichen Girokonten und Konsumentenkredite. Im Zwei-Monats-Rhythmus werden über 11 Städte und 50 Gemeinden zwischen den Städten Manaus und Tabatinga angefahren. Die Tour ist insgesamt 1.600 km lang und dauert sieben Tage.

## Firmengeschichte
- 1943: Banco Brasileiro de Descontos wird in der Stadt Marilla im brasilianischen Bundesstaat São Paulo gegründet.
- 1946: Bradesco wechselt den Firmensitz nach São Paulo.
- 1951: Bradesco wächst zur größten Privatbank in Brasilien.
- 1970er: Bradesco erwirbt 17 Banken in Brasilien.
- 2000: Banco Bradesco Argentina ist in Buenos Aires tätig.
- 2003: Bradesco kauft BBVA Brasilien
- 2006: Bradesco kauft American Express Brasilien
- 2010: Bradesco kauft Ibi Brasilien (Banco Ibi S.A.) (gehörte zur C&A Cofra Holding)[2]
- 2010: Bradesco kauft Ibi Mexican (Ibi Services S. de R.L. Mexico) (gehörte zur C&A Cofra Holding)[3]